# シンガポールグランプリ

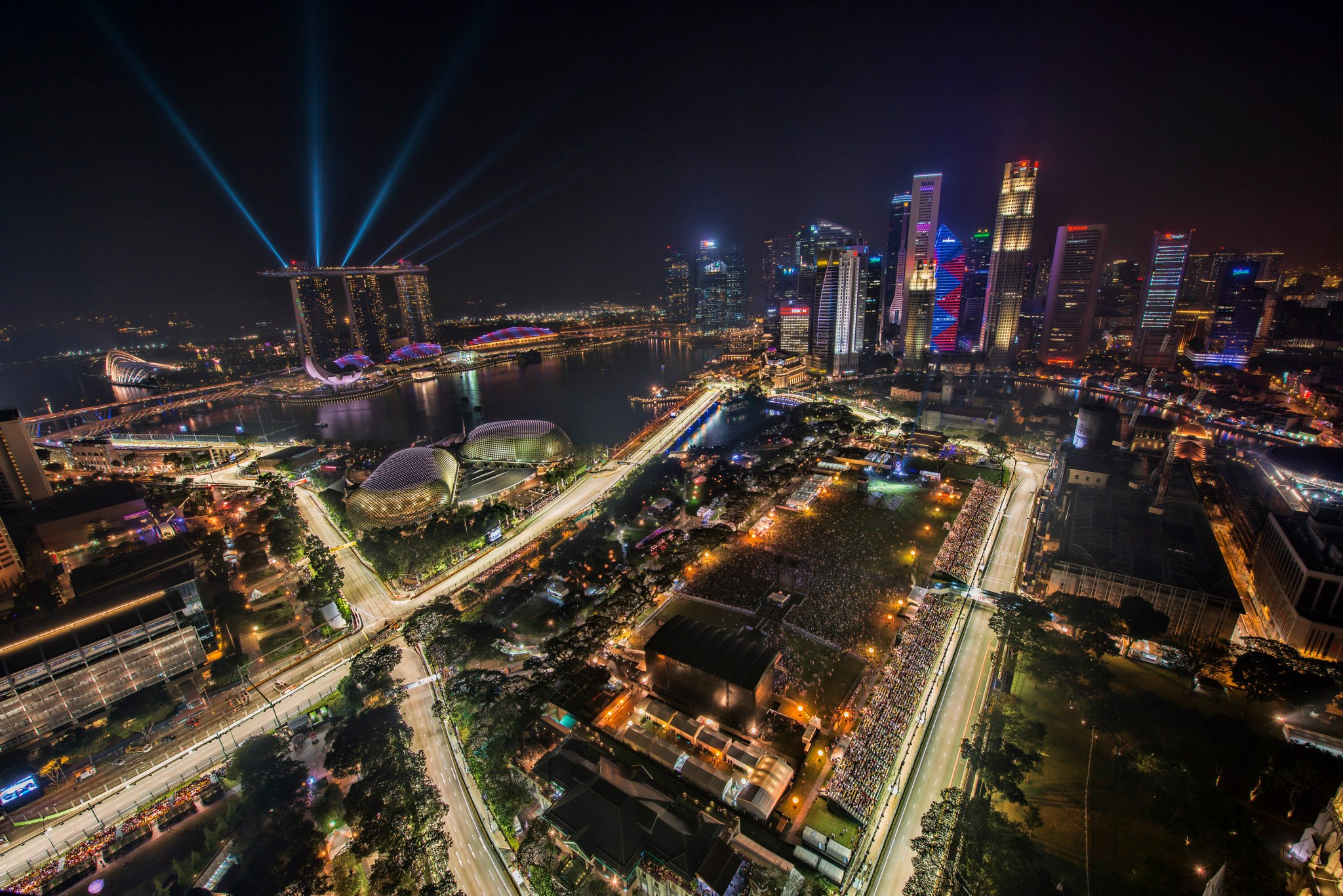
マリーナベイ・ストリート・サーキットの夜景

シンガポールグランプリ（シンガポールGP, 英語：Singapore Grand Prix）は、シンガポールで行われる自動車レース。2008年以降はF1世界選手権の1戦として、「マリーナベイ・ストリート・サーキット」で行われている。

## 概要
シンガポールGPのルーツは1961年に行われたオリエント・イヤーGPに始まる。翌年はマレーシアGPに改称され、1965年にシンガポールが独立するとシンガポールGPとなり、1973年まで開催された。当時はフォーミュラ・リブレのレースとして、トムソン・ロード・グランプリ・サーキット (Thomson Road Grand Prix circuit) で開催されていた。

### アジア5番目のF1開催
2007年5月、シンガポール政府が2008年からF1シンガポールGPを開催することを発表した。初年度の2008年のレースは、シンガポール最大の通信企業シンガポール・テレコムをタイトル・スポンサーシップに、「シングテル・シンガポール・グランプリ」として9月26日に開幕、決勝は9月28日に開催された。
アジアでのF1グランプリの開催は、日本（日本GP（1976年に初開催。1977年でいったん中止され、1987年から再開）、パシフィックGP（1994年と1995年に日本で開催））、マレーシア（1999年に初開催、2017年をもって終了）、バーレーン（2004年に初開催）、中華人民共和国（2004年に初開催）に次いで5カ国目となる。
モナコグランプリと同様に観光客誘致の目玉とされており、経済効果は毎年1億4,000万～1億5,000万シンガポールドル（約89億円～約96億円）。開催費用の60%をシンガポール政府が負担している。当初は5年契約で、その最後となる2012年には2017年までの契約更新が発表され、2017年には開催契約が2021年まで延長されている。2020年・2021年は新型コロナウイルス感染拡大の影響で開催中止となった。開催契約は2021年末で終了したが、契約更新を前提に2022年の暫定カレンダーに載せられていた。F1は2022年1月27日に開催契約を7年延長したとを発表し、2028年まで開催されることになった。

### 市街地コース

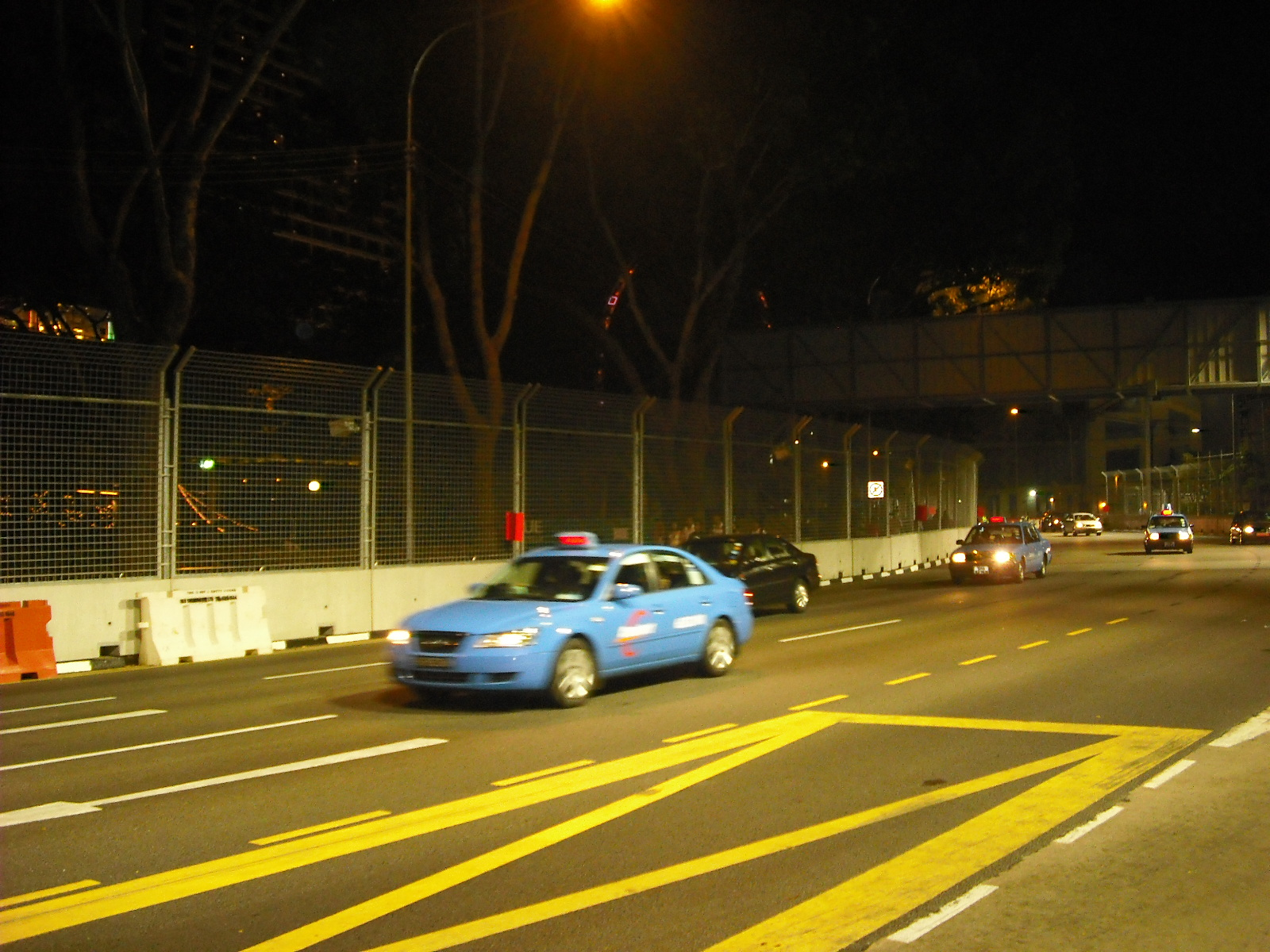
工事中の市街地コース（エスプラネード・シアターズ・オン・ザ・ベイ前）

シンガポールの中心地のマリーナ湾岸地域に特設された、反時計回りの約5キロの市街地サーキット「マリーナベイ・ストリート・サーキット」で開催される。同コースは、他の多くの市街地サーキット同様に、その殆どを一般の道路を一時的に閉鎖して使用している。ヘルマン・ティルケによって提案されたコンセプトを元に、オーストラリアグランプリでアデレード市街地コースも設計したKBR, Inc.が詳細設計を行った。
一般道路をサーキットとして使用しているためか、路面がかなりバンピーである。マシン底部にはスキッドブロックと呼ばれる木製ブロックが装着されているが、その状態でも火花が車体後方から見えたほど。また、ピットレーン入り口がコーナーのエイペックスと重なるため危険との意見がドライバーから出された。
コース内やコース周辺には、ザ・フラトン・シンガポールやパン・パシフィック・ホテル、コンラッドなどの多くの高級ホテルや、マーライオンやエスプラネード・シアターズ・オン・ザ・ベイなどの観光名所、香港上海銀行やシティグループなどのオフィスビルが林立している。
エスケープゾーンが狭くセーフティカーが入り易いため、ドライレースでも2時間前後のレースになることが多い。2012年のレースではドライレースとしては1991年アメリカグランプリ以来21年ぶりに2時間を超えるレースとなった。2014年・2015年のレースにおいても、2時間を超えるレースとなった。2017年は降雨により初のウエットレースとなり、さらにセーフティカーの出動もあったため当初予定の61周から3周満たない58周で2時間を超えてレース終了となった。2022年もレース前の降雨によって開始が1時間5分遅れ、2017年同様ウエットレースでセーフティカーの出動もあったため、2周少ない59周で2時間を超えたためレース終了となっている。
2023年にターン16から19までの直角コーナーを直線に変更する改修を行い、ラップタイムの向上とオーバーテイクの促進を図ることになったが、これはイベント会場の設営によるもので、同年のみの一時的なレイアウト変更となる予定であったが翌2024年も継続され、直線上にもDRSゾーンが追加されて4箇所となった。

### ナイトレース

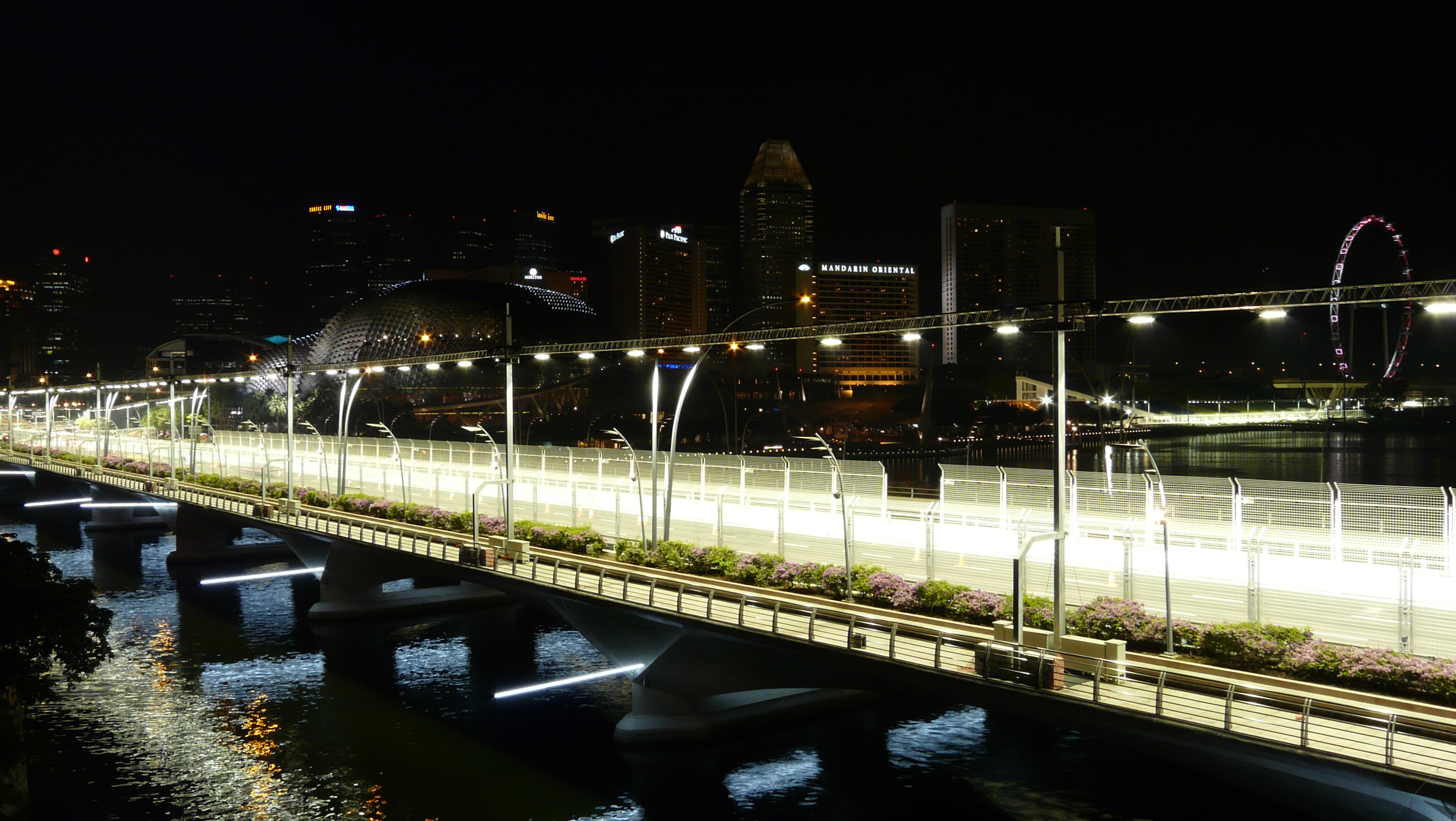
照明で照らされたコース

F1人気の中心地であるヨーロッパで日中にテレビ中継が行われるよう、F1では初めてのナイトレースとして開催されており、土曜日の予選は現地時間21時、日曜日の決勝は現地時間20時（ともに2024年時点）より開始される。コースサイドに1600基の投光器が32m間隔で配置され、サッカースタジアムの約4倍といわれる照度でドライバーの視界をかせぐ。総電力需要は318万ワット。
ヨーロッパとの時差がある上に、通常のイベントとはタイムスケジュールが異なることから、身体面の調節が必要となる。また、赤道付近のシンガポールは夜間でも高温・多湿なコンディションとなり、コーナー数の多い市街地コース、長いレース時間という条件も相まって「1年間で最もタフなレース」（ニコ・ヒュルケンベルグ）となる。ドライバーズミーティングにおいて、選手側からレース距離の短縮が要請されたこともあった。

### 前座レース
前座レースとして、フェラーリ・チャレンジ・アジアパシフィック選手権とポルシェ・カレラカップの2つのレースが開催される。なおこれらのレースの予選はF1の予選終了後の夜10時頃から行われる。

## 特筆すべきレース
- 2008年 - F1史上初のナイトレースとして開催され、ルノーのネルソン・ピケJr.のクラッシュに乗じて首位に浮上したチームメイトのフェルナンド・アロンソがそのままレースを制したが、このクラッシュがルノー首脳陣の指示により故意に引き起こされたことが翌年に判明した（クラッシュゲート）[18]。詳細はネルソン・ピケJr.#クラッシュゲートを参照。
- 2023年 - フェラーリのカルロス・サインツがポール・トゥ・ウィンで制し、レッドブルの開幕連勝記録を14で、マックス・フェルスタッペンの個人連勝記録を10でそれぞれストップさせた。レッドブル勢はフェルスタッペンが5位、セルジオ・ペレスが8位に終わり、表彰台に立つこともできなかった[19]。結果的にこの年レッドブルが唯一敗れたレースとなった[20]。
- 2024年 - 2008年の初開催から毎回セーフティカーが出動していたが、レース中1度も出動せず、かつバーチャル・セーフティカーやイエローフラッグも出なかった。その結果、レース時間は1時間40分52秒571というタイムを記録し、シンガポールGPのレースタイムにおいて最短となった。

## 過去の結果と開催サーキット
- ピンク地はF1世界選手権以外で開催された年。

### フォーミュラ・リブレ (1966年-1973年)
| 年   | 決勝日  | サーキット       | 勝者                          | コンストラクター      | 結果   |
| ---- | ------- | ---------------- | ----------------------------- | --------------------- | ------ |
| 1966 | 4月11日 | トムソン・ロード | リー・ハンセン (Lee Han Seng) | ロータス-フォード     | 詳細   |
| 1967 | 3月27日 | トムソン・ロード | ロドニー・サウ (Rodney Seow)  | マーリン-フォード     | [ 21 ] |
| 1968 | 4月15日 | トムソン・ロード | ギャリー・クーパー            | エルフィン-フォード   | [ 22 ] |
| 1969 | 4月06日 | トムソン・ロード | グレアム・ローレンス          | マクラーレン-フォード | [ 23 ] |
| 1970 | 3月29日 | トムソン・ロード | グレアム・ローレンス          | フェラーリ            | [ 24 ] |
| 1971 | 4月11日 | トムソン・ロード | グレアム・ローレンス          | ブラバム-フォード     | [ 25 ] |
| 1972 | 4月02日 | トムソン・ロード | マックス・スチュワート        | ミルドレン-ワゴット   | 詳細   |
| 1973 | 4月22日 | トムソン・ロード | ヴァーン・シュパン            | マーチ-ハート         | 詳細   |

### F1世界選手権 (2008年-)
| 年   | 決勝日                                         | ラウンド                                       | サーキット                                     | 勝者                                           | コンストラクター                               | 結果                                           |
| ---- | ---------------------------------------------- | ---------------------------------------------- | ---------------------------------------------- | ---------------------------------------------- | ---------------------------------------------- | ---------------------------------------------- |
| 2008 | 09月28日                                       | 15                                             | マリーナベイ                                   | フェルナンド・アロンソ                         | ルノー                                         | 詳細                                           |
| 2009 | 09月27日                                       | 14                                             | マリーナベイ                                   | ルイス・ハミルトン                             | マクラーレン-メルセデス                        | 詳細                                           |
| 2010 | 09月26日                                       | 15                                             | マリーナベイ                                   | フェルナンド・アロンソ                         | フェラーリ                                     | 詳細                                           |
| 2011 | 09月25日                                       | 14                                             | マリーナベイ                                   | セバスチャン・ベッテル                         | レッドブル-ルノー                              | 詳細                                           |
| 2012 | 09月23日                                       | 14                                             | マリーナベイ                                   | セバスチャン・ベッテル                         | レッドブル-ルノー                              | 詳細                                           |
| 2013 | 09月22日                                       | 13                                             | マリーナベイ                                   | セバスチャン・ベッテル                         | レッドブル-ルノー                              | 詳細                                           |
| 2014 | 09月21日                                       | 14                                             | マリーナベイ                                   | ルイス・ハミルトン                             | メルセデス                                     | 詳細                                           |
| 2015 | 09月20日                                       | 13                                             | マリーナベイ                                   | セバスチャン・ベッテル                         | フェラーリ                                     | 詳細                                           |
| 2016 | 09月18日                                       | 15                                             | マリーナベイ                                   | ニコ・ロズベルグ                               | メルセデス                                     | 詳細                                           |
| 2017 | 09月17日                                       | 14                                             | マリーナベイ                                   | ルイス・ハミルトン                             | メルセデス                                     | 詳細                                           |
| 2018 | 09月16日                                       | 15                                             | マリーナベイ                                   | ルイス・ハミルトン                             | メルセデス                                     | 詳細                                           |
| 2019 | 09月22日                                       | 15                                             | マリーナベイ                                   | セバスチャン・ベッテル                         | フェラーリ                                     | 詳細                                           |
| 2020 | 新型コロナウイルス感染症の世界的流行により中止 | 新型コロナウイルス感染症の世界的流行により中止 | 新型コロナウイルス感染症の世界的流行により中止 | 新型コロナウイルス感染症の世界的流行により中止 | 新型コロナウイルス感染症の世界的流行により中止 | 新型コロナウイルス感染症の世界的流行により中止 |
| 2021 | 新型コロナウイルス感染症の世界的流行により中止 | 新型コロナウイルス感染症の世界的流行により中止 | 新型コロナウイルス感染症の世界的流行により中止 | 新型コロナウイルス感染症の世界的流行により中止 | 新型コロナウイルス感染症の世界的流行により中止 | 新型コロナウイルス感染症の世界的流行により中止 |
| 2022 | 10月02日                                       | 17                                             | マリーナベイ                                   | セルジオ・ペレス                               | レッドブル-RBPT                                | 詳細                                           |
| 2023 | 09月17日                                       | 16                                             | マリーナベイ                                   | カルロス・サインツ                             | フェラーリ                                     | 詳細                                           |
| 2024 | 09月22日                                       | 18                                             | マリーナベイ                                   | ランド・ノリス                                 | マクラーレン-メルセデス                        | 詳細                                           |

### 開催されたサーキット

トムソン・ロード（1966-1973）
マリーナベイ（2008-2012）
マリーナベイ（2013-2014）
マリーナベイ（2015-2017）
マリーナベイ（2018-2019, 2022）
マリーナベイ（2023-）

## 優勝回数
複数回勝利を挙げた者のみ対象とする。

### ドライバー
| 回数 | ドライバー             | 優勝年                       |
| ---- | ---------------------- | ---------------------------- |
| 5    | セバスチャン・ベッテル | 2011, 2012, 2013, 2015, 2019 |
| 4    | ルイス・ハミルトン     | 2009, 2014, 2017, 2018       |
| 3    | グレアム・ローレンス   | 1969, 1970, 1971             |
| 2    | フェルナンド・アロンソ | 2008, 2010                   |

- 太字は2025年のF1世界選手権に参戦中のドライバー。
- ピンク地はF1世界選手権以外で開催された年。

### コンストラクター
| 回数 | コンストラクター | 優勝年                       |
| ---- | ---------------- | ---------------------------- |
| 5    | フェラーリ       | 1970, 2010, 2015, 2019, 2023 |
| 4    | メルセデス       | 2014, 2016, 2017, 2018       |
| 4    | レッドブル       | 2011, 2012, 2013, 2022       |
| 3    | マクラーレン     | 1969, 2009, 2024             |

- 太字は2025年のF1世界選手権に参戦中のコンストラクター。
- ピンク地はF1世界選手権以外で開催された年。

### エンジン
| 回数 | メーカー   | 優勝年                             |
| ---- | ---------- | ---------------------------------- |
| 6    | メルセデス | 2009, 2014, 2016, 2017, 2018, 2024 |
| 5    | フォード   | 1966, 1967, 1968, 1969, 1971       |
| 5    | フェラーリ | 1970, 2010, 2015, 2019, 2023       |
| 4    | ルノー     | 2008, 2011, 2012, 2013             |

- 太字は2025年のF1世界選手権に参戦中のメーカー。
- ピンク地はF1世界選手権以外で開催された年。

1. ↑  コスワースが製造。